# Ḁ̂
Cette page contient des caractères spéciaux ou non latins. S’ils s’affichent mal (▯, ?, etc.), consultez la page d’aide Unicode.
Ḁ̂ (minuscule : ḁ̂), appelé A rond souscrit accent circonflexe, est un graphème et une lettre additionnelle de l’alphabet latin utilisée dans l’écriture du dialecte tchakavien du croate. Elle est composée d’un A, d’un rond souscrit et d’un accent circonflexe.

## Représentations informatiques
Le A rond souscrit accent circonflexe peut être représenté avec les caractères Unicode suivants :
- décomposé et normalisé NFC (latin supplément-1, diacritiques) :

| formes    | représentations | chaînes de caractères | points de code | descriptions                                                           |
| --------- | --------------- | --------------------- | -------------- | ---------------------------------------------------------------------- |
| capitale  | Ḁ̂               | Ḁ◌̂                    | U+1E00 U+0302  | lettre majuscule latine a rond souscrit diacritique accent circonflexe |
| minuscule | ḁ̂               | ḁ◌̂                    | U+1E01 U+0302  | lettre minuscule latine a rond souscrit diacritique accent circonflexe |

- décomposé et normalisé NFD (latin de base, diacritiques) :

| formes    | représentations | chaînes de caractères | points de code       | descriptions                                                                |
| --------- | --------------- | --------------------- | -------------------- | --------------------------------------------------------------------------- |
| capitale  | Ḁ̂               | A◌̥◌̂                   | U+0041 U+0325 U+0302 | lettre majuscule a diacritique rond souscrit diacritique accent circonflexe |
| minuscule | ḁ̂               | a◌̥◌̂                   | U+0061 U+0325 0302   | lettre minuscule a diacritique rond souscrit diacritique accent circonflexe |

## Sources
- (hr) Maria Mariola Glavan, Etimološka obrada posuđenica romanskog podrijetla u govoru Privlake (thèse de doctorat), 2019 (lire en ligne)